# Saint-André-le-Bouchoux
Saint-André-le-Bouchoux ist eine französische Gemeinde im Département Ain in der Region Auvergne-Rhône-Alpes. Sie gehört zum Kanton Châtillon-sur-Chalaronne im Arrondissement Bourg-en-Bresse.

## Lage
Die Gemeinde Saint-André-le-Bouchoux liegt im Norden der Seenlandschaft Dombes am Oberlauf der Irance, 15 Kilometer südwestlich der Präfektur Bourg-en-Bresse.
Umgeben ist Saint-André-le-Bouchoux von den Nachbargemeinden Condeissiat im Norden, Saint-André-sur-Vieux-Jonc im Nordosten, im Osten von Saint-Paul-de-Varax, im Süden von Saint-Germain-sur-Renon, im Südwesten von Saint-Georges-sur-Renon und von Romans im Westen.

## Bevölkerungsentwicklung
| Jahr                       | 1962 | 1968 | 1975 | 1982 | 1990 | 1999 | 2006 | 2014 | 2021 |
| -------------------------- | ---- | ---- | ---- | ---- | ---- | ---- | ---- | ---- | ---- |
| Einwohner                  | 163  | 142  | 127  | 156  | 171  | 191  | 300  | 368  | 418  |
| Quellen: Cassini und INSEE |      |      |      |      |      |      |      |      |      |

## Sehenswürdigkeiten
- Kirche Saint-André, Monument historique
- Schloss Grand-Romans am gleichnamigen See

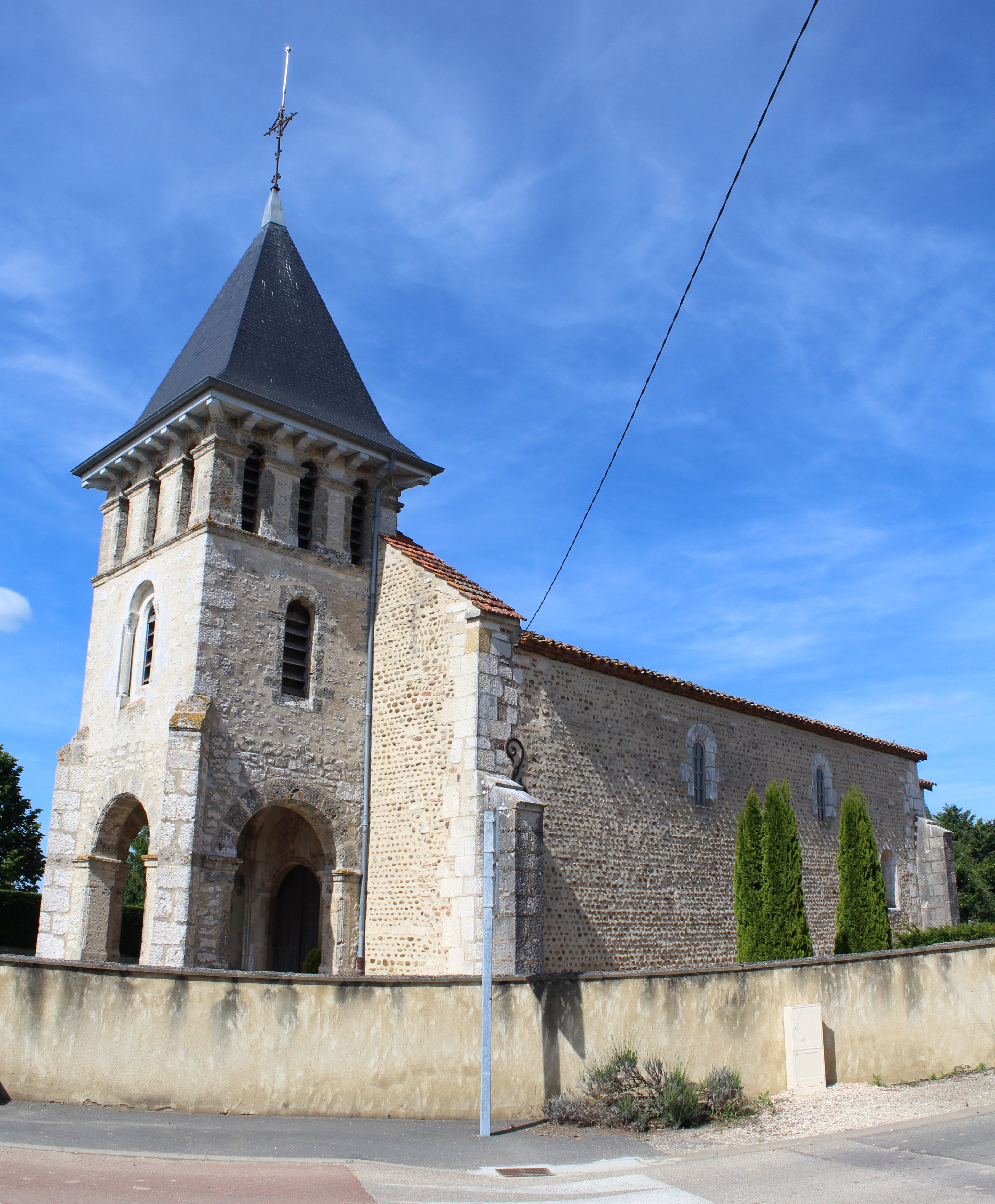
Kirche Saint-André
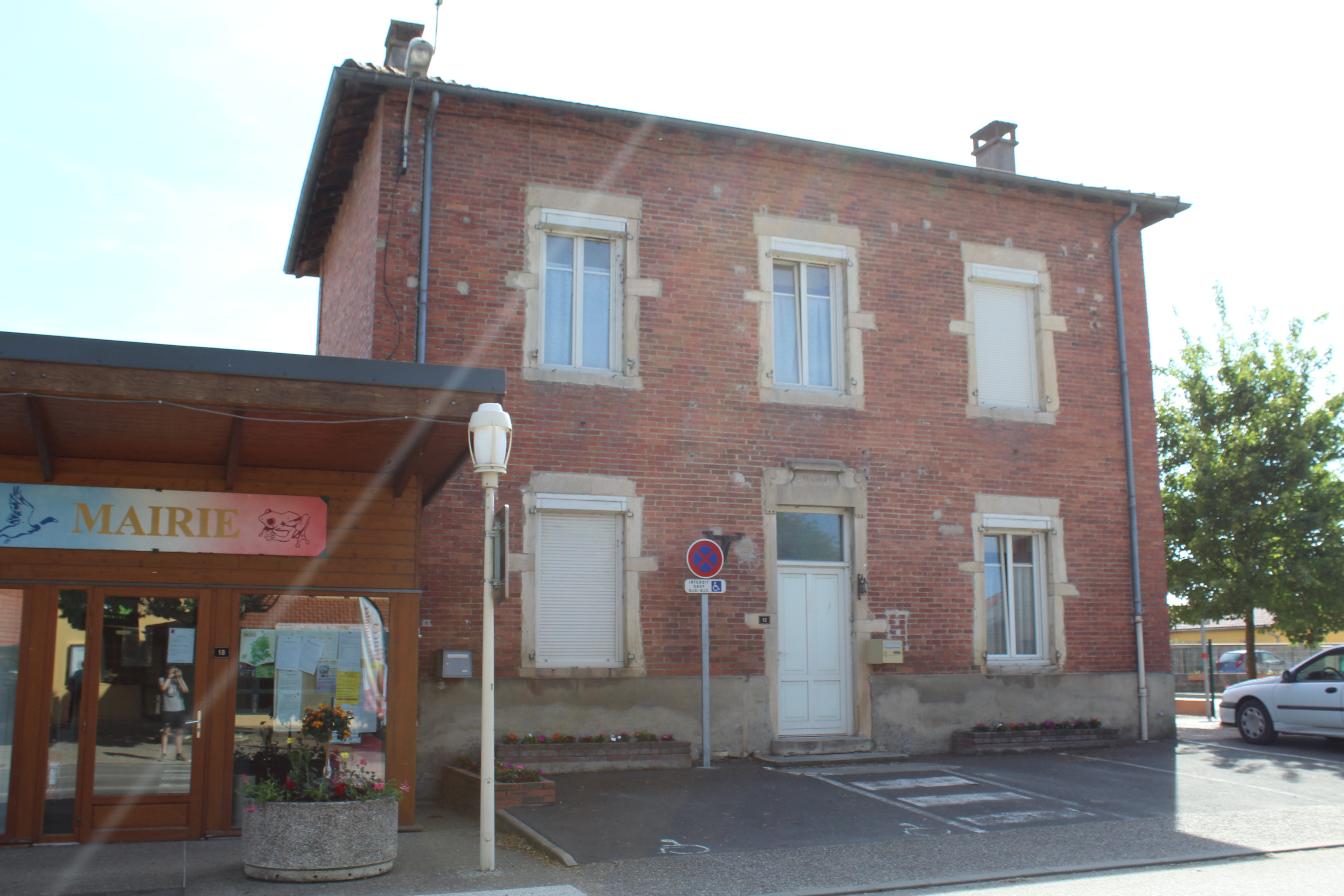
Ehemaliges Rathaus
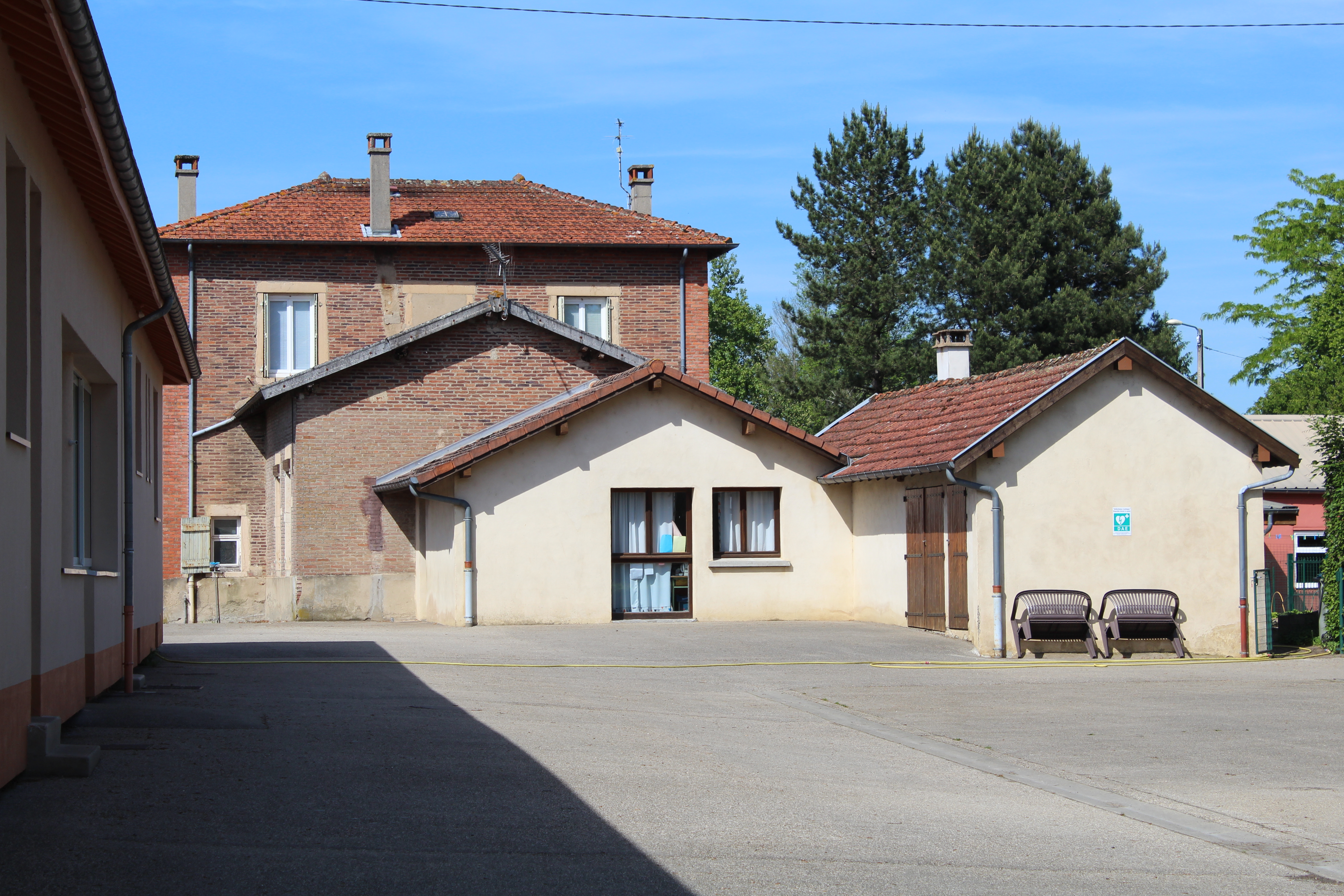
Schule
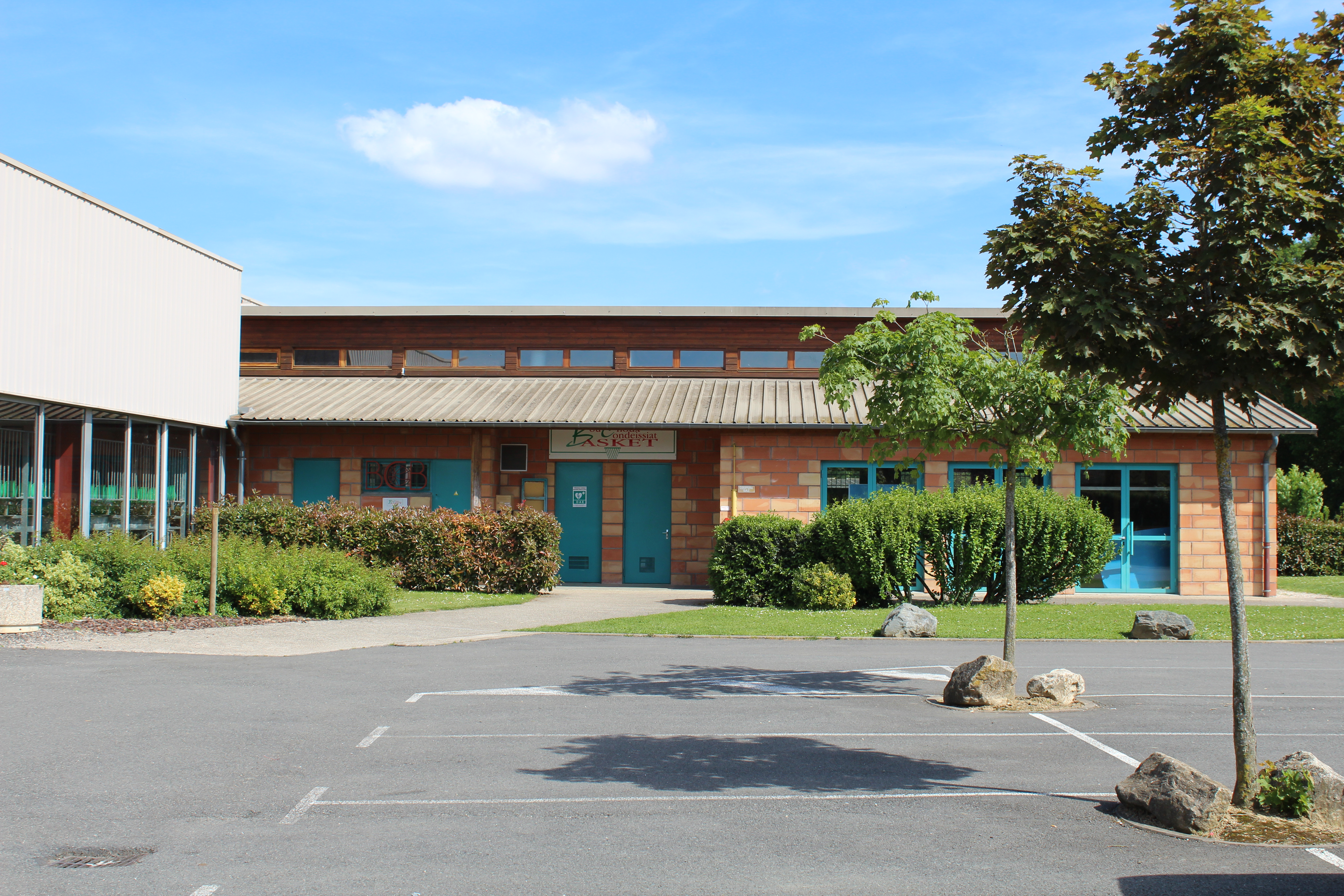
Gymnasium
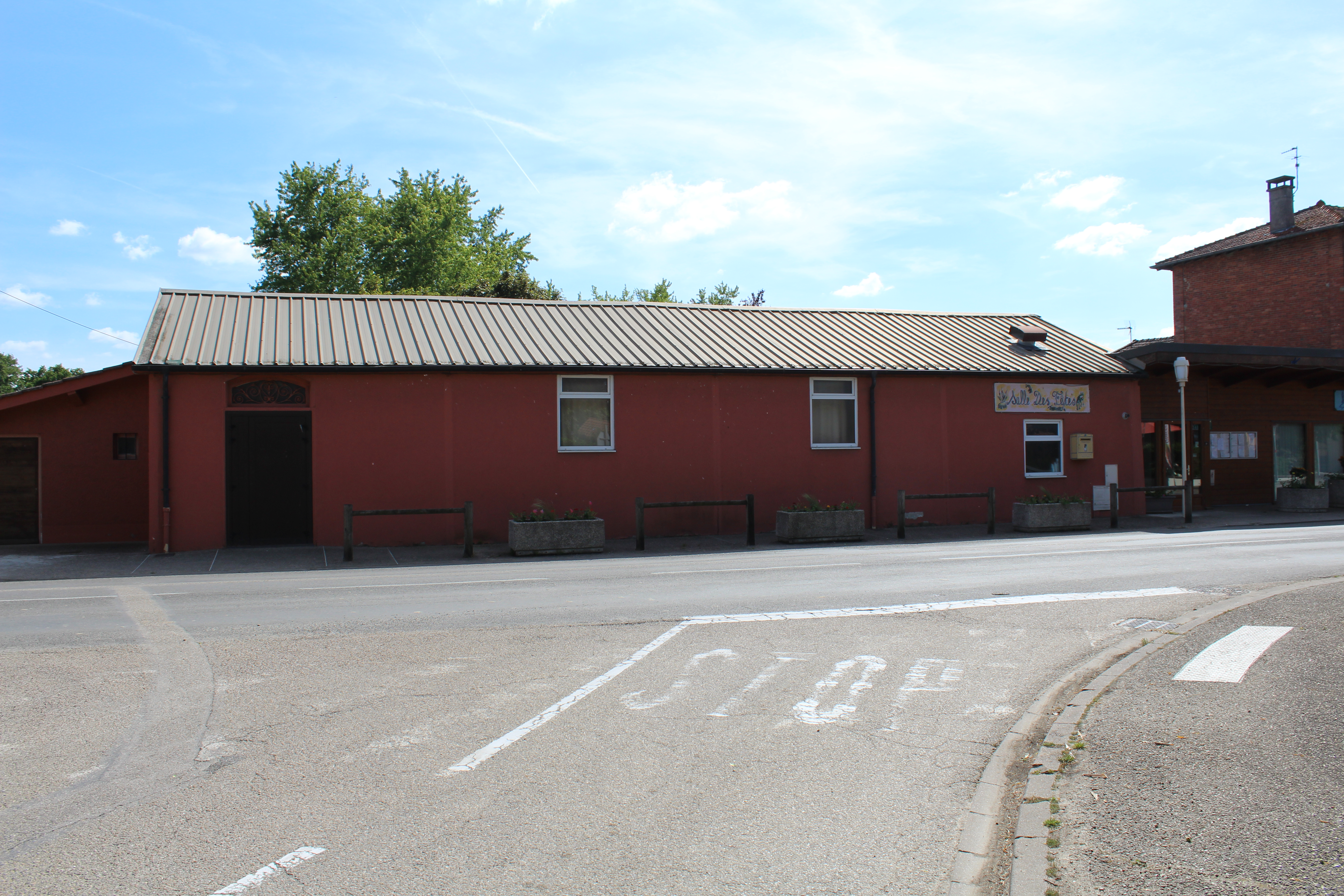
Gemeindefesthalle
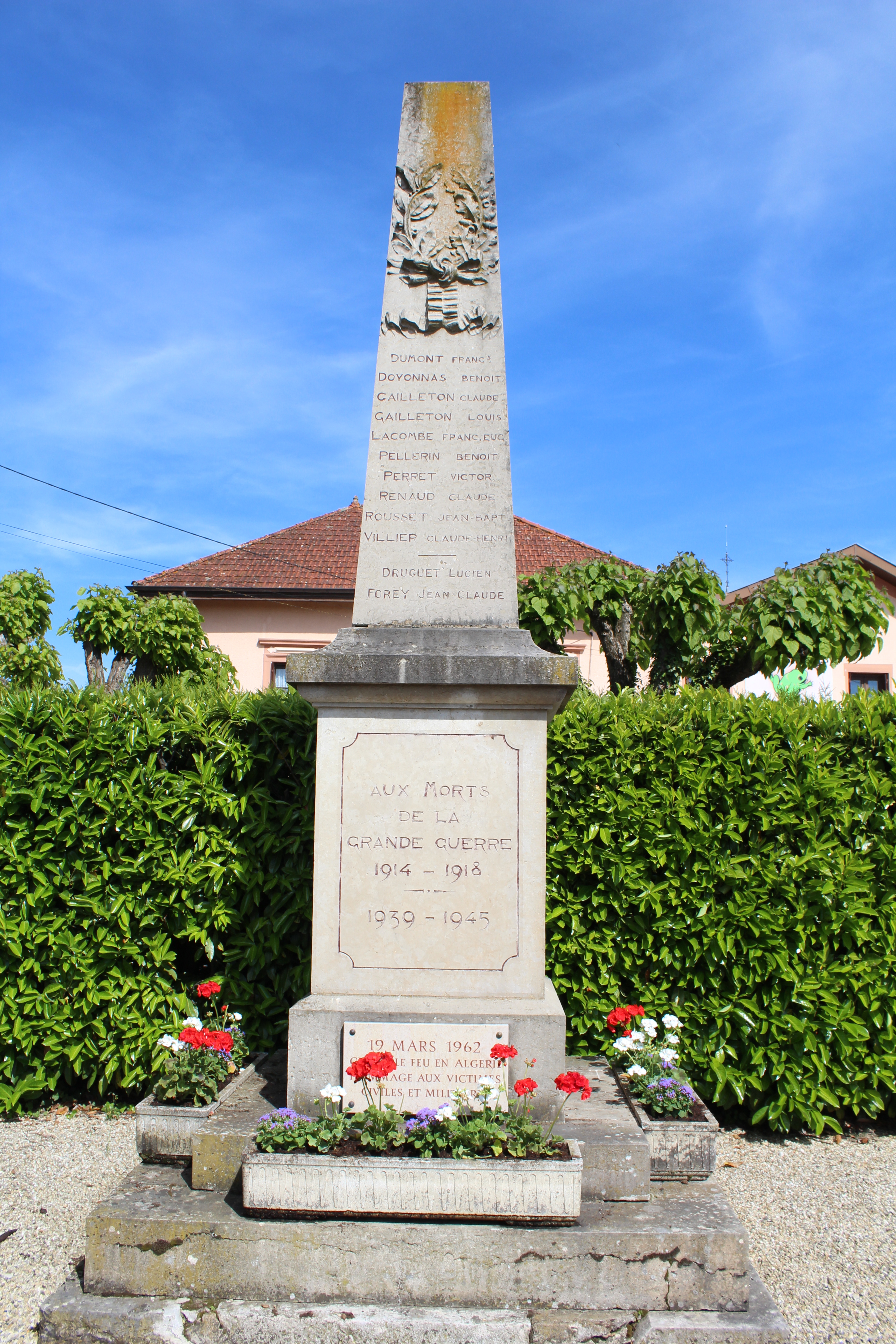
Gefallenendenkmal